# Asesinato de Kirsty Bentley
Kirsty Marianne Bentley (Christchurch, 18 de enero de 1983 - Región de Canterbury, 31 de diciembre de 1998) era una adolescente neozelandesa residente en Ashburton, que desapareció mientras paseaba al perro de su familia la tarde del 31 de diciembre de 1998. Tras varias semanas de intensa búsqueda, su cuerpo fue hallado en unos densos matorrales a unos 40 km de distancia. La policía neozelandesa considera el caso un homicidio, y sigue siendo uno de los asesinatos sin resolver de mayor repercusión en Nueva Zelanda.

## Primeros años
Kirsty Marianne Bentley nació el 18 de enero de 1983 en la ciudad de Christchurch. Era la segunda hija de sus padres, Jill y Sidney Bentley; tenía un hermano mayor, John (nacido en 1979). Era una adolescente normal. Su madre la ha descrito como vibrante, honesta y compasiva. Tenía confianza y era directa con la gente que conocía, pero podía ser tímida y reservada con quienes no conocía. Bentley tenía una fuerte vena creativa que expresaba a través de clases de teatro y poesía. Asistía al Ashburton College, y en el colegio era muy querida y tenía un grupo de amigos muy unido. Recientemente había empezado a salir con un chico de una de sus clases.

## Desaparición
El día de su desaparición, Nochevieja de 1998, Bentley se reunió con una amiga en la biblioteca de Ashburton sobre las 10:30 horas. Después de hacer algunas compras, almorzaron en McDonald's hacia el mediodía. Bentley fue dejada en su casa por la hermana de su amiga sobre las 14:30.
Después de volver a casa, antes de que su hermano John le dijera que su novio había llamado y dejado un mensaje, pidiéndole que le devolviera la llamada. Los registros telefónicos muestran que hizo una llamada a su novio a las 14:38 horas, pero él no estaba en su domicilio, así que le dejó un mensaje pidiéndole que le devolviera, a su vez, la llamada.
A partir de aquí, parece que Bentley decidió sacar a pasear al perro labrador negro de la familia, Abby. John no la oyó salir de casa. Un vecino la vio pasar por delante de su casa con el perro a las 15:05 horas, pero a partir de ese momento no se puede establecer con claridad la cronología exacta de lo que le ocurrió.

## Búsqueda
El novio de Bentley volvió a llamar a las 16:30, y en ese momento John se dio cuenta de que su hermana seguía ausente.
Cuando su madre, Jill, volvió a casa del trabajo sobre las 17:15, le dijo inmediatamente que Bentley no había vuelto a casa. Tras llamar al novio de Bentley para confirmar que no sabía dónde estaba Kirsty, Jill llevó a cabo la primera búsqueda, recorriendo a pie la ruta que Bentley solía seguir hasta el río Ashburton. Sin embargo, cada vez estaba más inquieta y pronto decidió dar media vuelta.
Tras regresar a la casa, ella y John acordaron esperar hasta las seis de la tarde antes de realizar otra búsqueda, por si Kirsty volvía a casa por su propia voluntad. John salió a buscar por la ruta de paseo del perro justo antes de las 18 horas y, poco después, Sid, el padre de Kirsty, regresó a casa. Cuando le dijeron que Kirsty había desaparecido, avisó inmediatamente a la policía.
Tras la intervención de la policía, la búsqueda se intensificó rápidamente a lo largo de la noche, con una mezcla de personal policial, familiares y amigos recorriendo la zona en busca de Bentley. Esta primera búsqueda continuó durante toda la noche, sin dar resultados.
La operación oficial de búsqueda y rescate comenzó a las 8 de la mañana del día siguiente. Hacia las 10 de la mañana, el perro de la familia, Abby, fue encontrado atado a un árbol en una zona de denso follaje junto al río Ashburton, cerca del parque Robilliard. La zona había sido registrada la noche anterior, pero la perra no había sido encontrada; el denso follaje significa que es posible que se perdiera durante esta búsqueda. La perra fue encontrada atada a un árbol con una correa del mismo tipo que poseía la familia, aunque ésta creyó inicialmente que la correa no les pertenecía.
Cerca de allí se encontraron dos prendas de ropa, ropa interior y calzoncillos bóxer. Más tarde se confirmó que pertenecían a Bentley.
Durante los siguientes 16 días, la policía y los voluntarios buscaron meticulosamente en la zona de Ashburton de Canterbury. Inicialmente la búsqueda se centró en el municipio de Ashburton, pero se amplió para cubrir un área mucho más grande de Canterbury. El ejército neozelandés envió tropas desde el campamento militar de Burnham para ayudar en la búsqueda.

## Descubrimiento
El 17 de enero de 1999, la víspera de su 16 cumpleaños, dos hombres encontraron en la zona de Camp Gully, en Rakaia, a unos 40 km de Ashburton, un cuerpo humano en avanzado estado de descomposición tendido en una zona de matorrales crecidos y pinos plantados. Más tarde se confirmó que el cuerpo era el de Bentley.
El cuerpo yacía en la parte inferior de un terraplén empinado, cubierto por una fina capa de ramas y hojas. Había sido colocada en posición fetal y estaba completamente vestida con lo que había sido vista por última vez, a excepción de la ropa interior que se había encontrado previamente en la escena de su desaparición. Un gran prado estaba en la cima de un terraplén por encima de ella, y la ubicación estaba cerca de la carretera estatal 72, parte de la Ruta Escénica Interior.
La zona en la que fue encontrada es conocida por ser utilizada por cultivadores ilegales de marihuana, y los hombres que la encontraron estaban buscando una plantación de cannabis. Al principio se mostraron reacios a ponerse en contacto con la policía, pero decidieron que el descubrimiento era demasiado importante como para no denunciarlo.

## Investigación
Tras el descubrimiento, la Policía cerró el lugar de los hechos y ordenó una zona de exclusión aérea sobre la zona mientras llevaba a cabo su investigación. Realizaron un extenso examen de la escena durante varios días y tomaron moldes de yeso de las huellas de neumáticos en la zona. Era pleno verano, por lo que el cuerpo de Bentley se encontraba en avanzado estado de descomposición. Fue recuperada y trasladada al hospital de Christchurch, donde se le realizó una autopsia. Pasaron tres días antes de que se utilizaran los registros dentales para identificar formalmente el cuerpo.
Bentley fue asesinada por un traumatismo por objeto contundente en el lado derecho de la parte posterior de la cabeza. El golpe o golpes fueron infligidos con suficiente fuerza como para fracturarle gravemente el cráneo. El patólogo determinó que habría muerto poco después de infligirse la herida. La policía ocultó inicialmente al público la causa de su muerte por razones operativas. El patólogo creyó que había sido asesinada poco después de desaparecer y que era probable que la hubieran colocado en la zona de Camp Gully esa misma noche, basándose en el examen del contenido de su estómago y en el estado de su cuerpo.
La policía pidió ayuda a los ciudadanos sobre los vehículos que podrían haber sido vistos en la zona en ese momento. También pidieron a los cultivadores de cannabis que se presentaran si habían visto algo. Estas llamadas al público no revelaron nada útil.

## Funeral
El 25 de enero de 1999 se celebró un funeral por Bentley en la iglesia anglicana de San Esteban de Ashburton, al que asistieron entre 500 y 700 personas. El cuerpo de Bentley fue incinerado y sus cenizas selladas en una urna de acero. La urna fue enterrada en un jardín conmemorativo especialmente plantado en la casa familiar. Tras la muerte de Sid en 2015, las cenizas fueron transferidas a la madre de Bentley, Jill.

## Cobertura mediática
La cobertura mediática del caso fue amplia, lo que lo convirtió en uno de los crímenes sin resolver de mayor repercusión en la historia de Nueva Zelanda. En su momento, los principales medios de comunicación del país siguieron de cerca el caso. La intensidad de la cobertura fue a la vez una ayuda y un obstáculo para la investigación. Por ejemplo, los hombres que encontraron el cadáver de Bentley citaron el hecho de haber visto a su madre en los noticiarios de la noche como la razón por la que decidieron denunciar el caso, a pesar de que estaban realizando una actividad ilegal cuando la encontraron.
Sin embargo, la relación entre los periodistas y la policía y la familia también fue tensa en ocasiones. La policía criticó públicamente las decisiones de los medios de comunicación de publicar noticias sobre el hallazgo del cuerpo de Bentley antes de que hubiera sido formalmente identificada. Además, la familia expresó su malestar por la presión que recibieron de los medios durante los varios días que el cuerpo de Bentley permaneció formalmente sin identificar.

## Sospechosos
La policía ha declarado que cientos de personas han sido consideradas sospechosas en un momento u otro, y que nunca se ha eliminado formalmente de la investigación una lista de varios cientos de personas. En ocasiones, la lista de sospechosos ha sido de tan solo 20 personas.

### Sid y John Bentley
En una fase temprana del caso, los medios de comunicación informaron de que Sid y John eran considerados sospechosos de la desaparición de Kirsty. Ambos negaron cualquier implicación, aunque John reconoció en entrevistas a los medios que era de sentido común que la policía los considerara sospechosos. La policía confirmó posteriormente que se les consideraba sospechosos en la investigación.
En las primeras fases de la investigación, la policía llevó a cabo un examen de la escena del crimen en el domicilio familiar, que incluyó la realización de pruebas con Luminol. Sin embargo, las pruebas no revelaron nada de valor para la investigación.
Sid no pudo proporcionar una coartada sólida sobre su paradero ese día. En un principio afirmó que había estado en Christchurch y Lyttelton en ese momento, pero más tarde afirmó que se había golpeado la cabeza con la puerta de un armario y se había olvidado de que en realidad había estado en Ashburton durante parte del día. Su paradero exacto en ese momento sigue siendo desconocido. Los familiares han declarado que creen que Sid se avergonzaba de admitir lo que fuera que estaba haciendo ese día, pero no creen que estuviera implicado en el asesinato de ninguna manera.
Más tarde, la policía consultó al detective inspector británico retirado Chuck Burton, quien declaró que, en su opinión, era probable que el autor conociera a Bentley y tuviera una relación cercana con ella, basándose en la naturaleza del crimen y en la forma en que su cuerpo fue abandonado en Camp Gully.
A pesar de ello, la policía nunca presentó cargos ni contra Sid ni contra John, lo que sugiere que nunca se encontraron pruebas sólidas de su implicación. En 2018, la Policía confirmó que no creían que Sid o John estuvieran implicados en el crimen.

### Sujeto conductor de una furgoneta verde

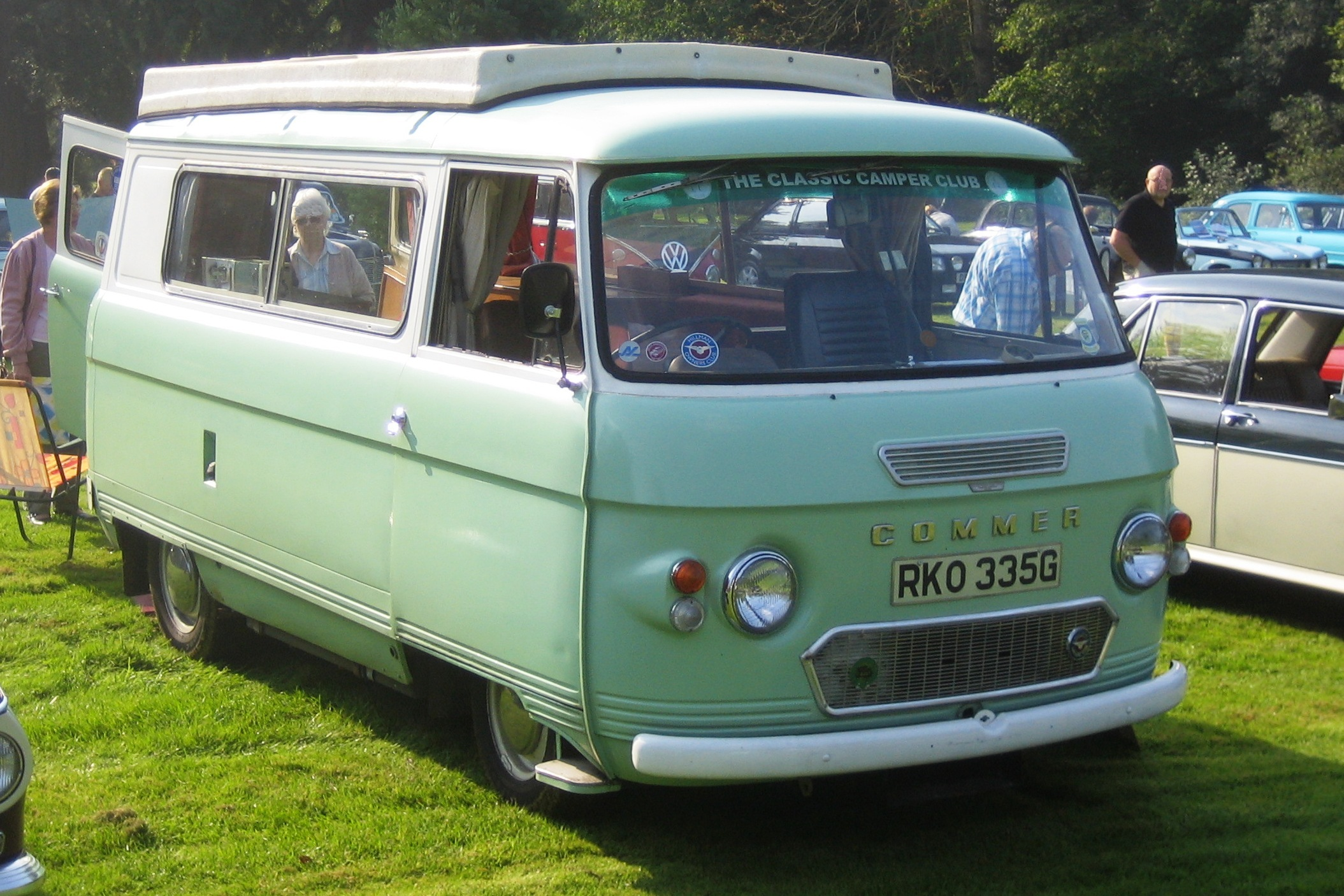
Furgoneta camper Commer, de color verde, y fabricada en los años 1960, similar a la que era de interés para la policía por el caso.

En los meses posteriores a la muerte de Bentley, la Policía pidió al público información sobre una furgoneta Commer verde, con matrícula EP9888, que era de interés para la investigación. La furgoneta se describió como un modelo de 1961 preparado para ser utilizado como caravana, con una insignia distintiva de la marca Commer pegada en la parte delantera. La furgoneta era de color azul o verde azulado descolorido. La última vez que se matriculó en la NZTA fue en 1995. Este tipo de furgoneta la utilizaban habitualmente turistas y vagabundos de la época, y en muchos casos estos vehículos no estaban matriculados. La furgoneta era poco común; se cree que tan solo 2 vehículos con esta descripción general han estado alguna vez en Nueva Zelanda.
Un mecánico experimentado denunció la furgoneta a la policía tras verla en la zona en la época de la desaparición de Bentley. Debido a la naturaleza distintiva de la furgoneta y a la experiencia del hombre con ellas, se fijó especialmente en la furgoneta en ese momento y pudo dar una descripción muy detallada de ella. La furgoneta también fue vista por otros testigos en la zona de Ashburton en las semanas anteriores a la desaparición de Bentley, y hubo informes de que también fue vista en la zona de Camp Gully.
La policía creía que un vehículo tan característico no podía pasar desapercibido para el público, y un avistamiento podría llevar a un esclarecimiento del caso. Muchas personas se presentaron ante la policía con posibles avistamientos, pero todos fueron descartados por no ser la furgoneta que la policía estaba buscando; la naturaleza distintiva de la furgoneta hizo que fuera muy fácil para ellos descartar avistamientos erróneos. Nunca se revelaron más pistas sobre la furgoneta, que nunca ha sido encontrada.
Además, la policía distribuyó octavillas pidiendo información sobre una chica vista cerca de la furgoneta en la avenida Chalmers, cerca de donde había desaparecido Bentley. La chica era conocida por los propietarios de la lechería del barrio de Netherby como clienta. Sin embargo, a pesar de ello y de las repetidas peticiones públicas de la policía, la chica nunca se presentó. Se desconoce su identidad y su relación con la furgoneta sospechosa.

### Russell John Tully
En marzo de 2017, los medios de comunicación informaron de que la policía estaba investigando si Russell John Tully, un hombre local que asesinó a dos miembros del personal de la oficina de Trabajo e Ingresos de Ashburton en 2014, podría haber estado involucrado. Tully había sido conocido por acampar en la zona de Ashburton de la que Kirsty desapareció.
En mayo de 2018 la Policía anunció que había eliminado a Tully de la investigación. Había proporcionado un relato detallado de dónde había estado viviendo y trabajando durante el tiempo en que Bentley desapareció. La policía confirmó que no había sido entrevistado originalmente porque estaba viviendo en Nelson en ese momento, y ya no era sospechoso de ninguna implicación.

### Otros
Después de la muerte de Sid en 2015, una mujer no identificada se presentó para decir que sospechaba que su exnovio había estado involucrado en el asesinato. Él había sido sospechoso en la investigación original, y ambos habían sido entrevistados por la policía y los medios de comunicación en ese momento en relación con el caso. Según una entrevista que le hicieron en 2015, su exnovio, en estado de embriaguez, le había confesado su implicación en varias ocasiones.

## Hallazgos posteriores
En 2014 el caso fue transferido del detective inspector Greg Williams al detective inspector Greg Murton.En ese momento comentó que la investigación estaba abierta y seguiría estándolo hasta que se resolviera.
En 2018, la Policía confirmó que Russell John Tully ya no era de interés para la investigación.
A finales de 2018, casi 20 años después de la desaparición, el detective inspector Murton anunció que se habían producido avances en las pruebas de ADN que esperaba pudieran conducir a una ruptura en el caso. Se han presentado elementos de prueba, incluida la correa del perro y la ropa interior, para realizar más pruebas en Environmental Science and Research. A fecha de 2025, el caso continuaba bajo investigación activa, con el detective Murton declarando en 2018 que «el caso sigue abierto y siendo investigado».
En julio de 2022, la policía neozelandesa ofreció una recompensa de 100 000 dólares por información o pruebas que permitieran identificar y condenar a la persona o personas responsables de su muerte.